# Diocesi di Tivoli

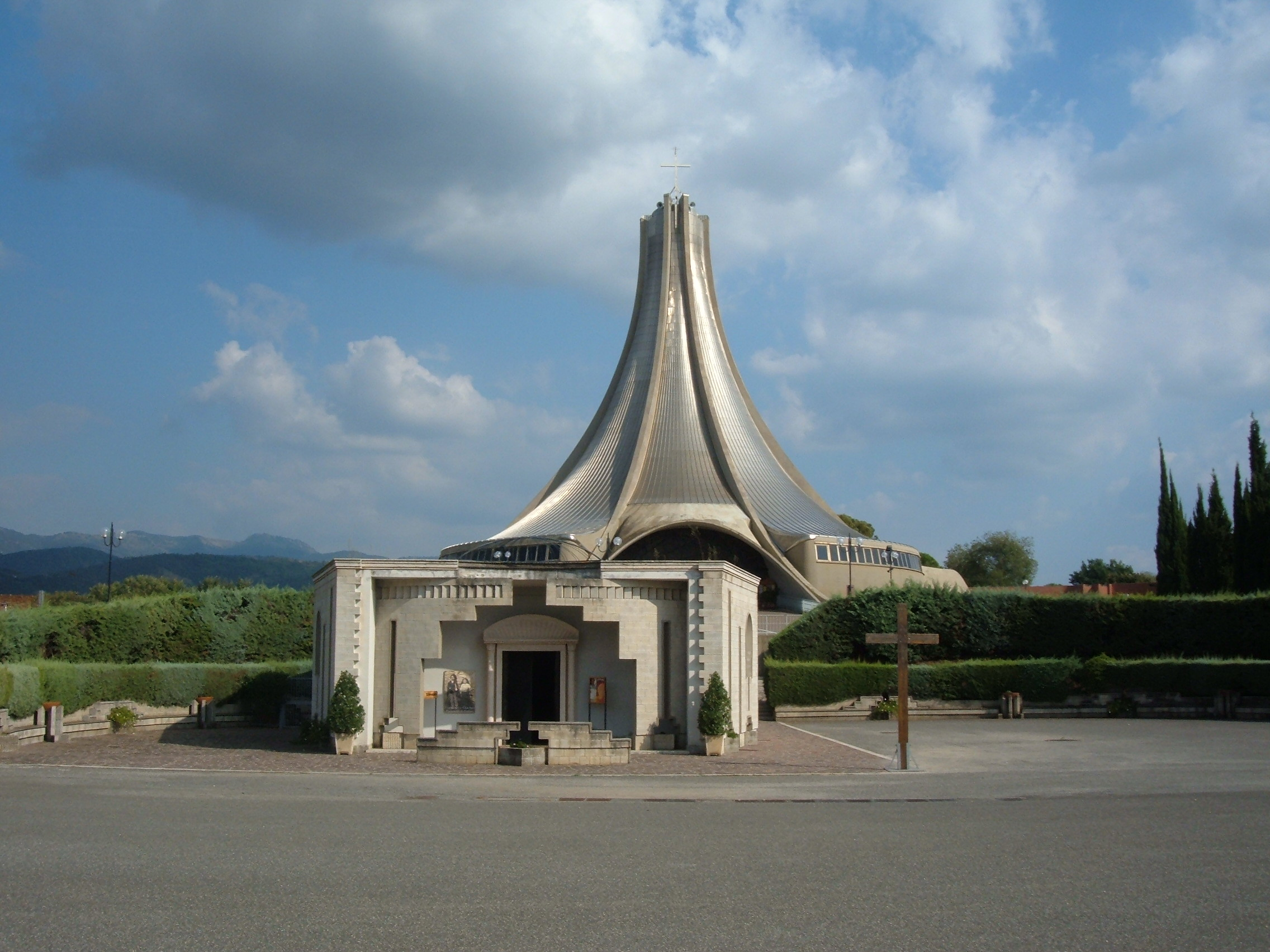
Il santuario di Nostra Signora di Fátima nella zona di San Vittorino a Roma.

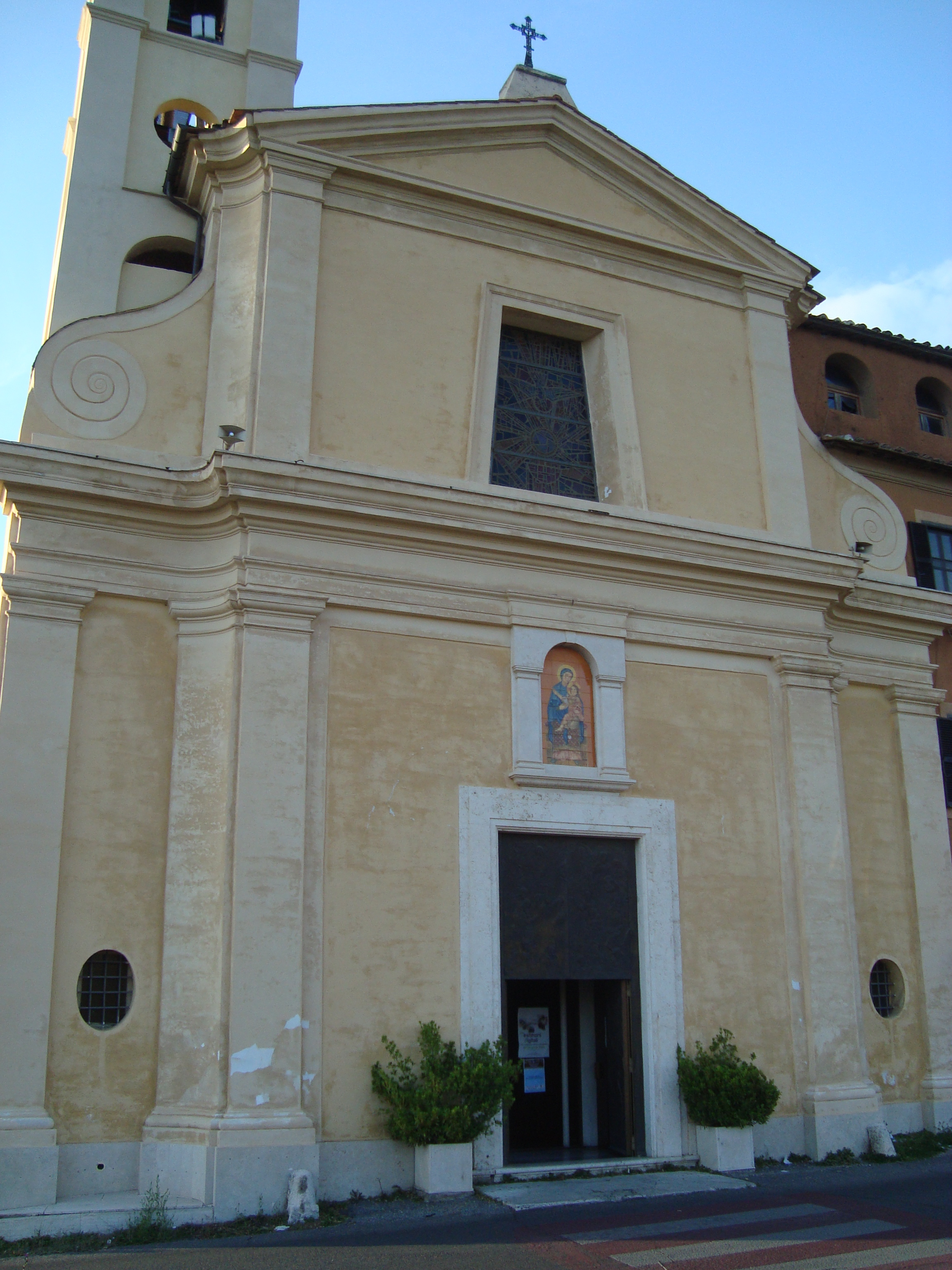
Il santuario della Madonna di Quintiliolo a Tivoli.

La diocesi di Tivoli (in latino Dioecesis Tiburtina) è una sede della Chiesa cattolica in Italia immediatamente soggetta alla Santa Sede appartenente alla regione ecclesiastica Lazio. Nel 2022 contava 184.210 battezzati su 200.468 abitanti. È retta dal vescovo Mauro Parmeggiani.

## Territorio
La diocesi comprende i seguenti comprensori territoriali:
- 36 comuni della città metropolitana di Roma Capitale: Tivoli, Affile, Agosta, Anticoli Corrado, Arcinazzo Romano, Arsoli, Camerata Nuova, Canterano, Casape, Castel Madama, Cerreto Laziale, Cervara di Roma, Ciciliano, Cineto Romano, Gerano, Guidonia Montecelio[1], Jenne, Licenza, Mandela, Marano Equo, Marcellina, Percile, Poli, Riofreddo, Rocca Canterano, Roccagiovine, Roviano, Sambuci, San Gregorio da Sassola, San Polo dei Cavalieri, Sant'Angelo Romano, Saracinesco, Subiaco (eccetto l'area di pertinenza dell'abbazia territoriale di Subiaco), Vallinfreda, Vicovaro e Vivaro Romano;
- la frazione di Guadagnolo nel comune di Capranica Prenestina;
- la zona di San Vittorino nel comune di Roma;
- 3 comuni della provincia di Rieti: Orvinio, Pozzaglia Sabina e Turania.

Sede vescovile è la città di Tivoli, dove si trova la cattedrale di San Lorenzo martire. Sono tre i santuari riconosciuti della diocesi: il santuario della Beata Vergine delle Grazie, noto come Madonna di Quintiliolo; il santuario di Nostra Signora di Fátima a San Vittorino; e il santuario di Santa Maria delle Grazie, noto come santuario della Mentorella. A Subiaco sorge la basilica di Sant'Andrea, già concattedrale dell'abbazia territoriale di Subiaco.
Il territorio si estende su 892 km² ed è suddiviso in 84 parrocchie, raggruppate in 5 vicarie.

## Storia
La diffusione del Cristianesimo nell'area tiburtina risale all'epoca apostolica. Sebbene la tradizione attribuisca il ruolo di primo vescovo a san Quirino, le prime testimonianze storiche risalgono al IV secolo, con il vescovo Paolo che partecipò nel 366 all'elezione dell'antipapa Ursino in contrapposizione a papa Damaso.
La locale chiesa tiburtina è legata alla memoria della passione di santa Sinforosa e dei suoi sette figli; il loro martirio, testimoniato dal martirologio romano alla data del 18 luglio, è altresì documentato dalla scoperta nell'XIX secolo delle catacombe e della basilica dedicata alla santa al nono miglio della via Tiburtina.
Inizialmente composta da buona parte della Val d'Aniene, la diocesi ebbe l'incarico di estendere l'evangelizzazione anche alle zone più interne. È probabilmente questo il motivo per cui, nonostante la vicinanza con Roma, non venne mai proclamata sede suburbicaria. Da notare, che nel 1513 servì comunque da sede suburbicaria vicaria e fu assegnata a Francesco Soderini, che era precedentemente cardinale vescovo di Sabina; nel 1516 si rese vacante la sede suburbicaria di Palestrina e Francesco Soderini vi fu trasferito.
Due furono i papi originari di Tivoli, papa Simplicio (468-483) e papa Giovanni IX (898-900); mentre Barnaba Chiaromonti, vescovo di Tivoli dal 1782 al 1784, divenne papa nel 1800 col nome di Pio VII. All'epoca di papa Simplicio, si ebbe la prima organizzazione della diocesi, grazie all'opera congiunta del pontefice tiburtino e del vescovo Candido, il cui nome appare in diversi sinodi romani organizzati dai papi, da Ilario (461-468) a Simmaco (498-514).
Nel corso dei secoli il suo territorio di competenza ha subito numerose variazioni, dovute principalmente alla nascita e alla diffusione del monachesimo benedettino nella zona di Subiaco. Si venne a creare, così, un rapporto conflittuale tra la diocesi tiburtina e l'abbazia sublacense, che portò a un ridimensionamento della prima a favore della seconda, la quale nel 1638 ottenne lo status di abbazia territoriale con giurisdizione diocesana su un vasto territorio sottratto alla diocesi tiburtina.
Si deve al vescovo Giovanni Andrea Croce (1554-1595) l'attuazione delle riforme volute dal concilio di Trento, al quale aveva preso parte nelle sue due ultime sessioni: indisse due sinodi, nel 1565 e nel 1585; effettuò quattro volte la visita pastorale della diocesi; operò per un rilancio delle confraternite. Altro vescovo significativo per la storia ecclesiastica tiburtina fu il cardinale Giulio Roma, che ricostruì la cattedrale (1635-1640), indisse un sinodo (1637) e istituì il seminario (1647).
Durante l'occupazione napoleonica dello Stato Pontificio, il vescovo Vincenzo Manni fu esiliato in Francia.
Nel 1841, con la riorganizzazione ecclesiastica della Sabina, le parrocchie dei territori di Orvinio, Pozzaglia Sabina (con la frazione di Montorio in Valle) e Turania passarono dalla diocesi di Sabina alla sede tiburtina.
In seguito al ridimensionamento del territorio della diocesi sublacense, effettuato da Giovanni Paolo II nel 2002, sono ritornate alla diocesi di Tivoli 22 parrocchie nei comuni di Subiaco, Affile, Arcinazzo Romano, Jenne, Gerano, Cerreto Laziale, Agosta, Marano Equo, Canterano, Cervara di Roma e Camerata Nuova.
Dal 19 febbraio 2019 le sedi di Tivoli e di Palestrina sono unite in persona episcopi.

## Cronotassi dei vescovi
Si omettono i periodi di sede vacante non superiori ai 2 anni o non storicamente accertati.
- Paolo † (menzionato nel 366)[4]
- Fiorentino (o Fiorenzo) † (documentato all'epoca di papa Innocenzo I)
- Candido † (prima del 465 - dopo il 502)
- Anonimo † (menzionato nel 545)[5]
- Anastasio I † (menzionato nel 595)[6]
- Decorato † (menzionato nel 649)
- Maurizio † (prima del 679 - dopo il 680)
- Anastasio II † (menzionato nel 721)
- Giovanni I † (prima del 743 - dopo il 761)
- Teodosio † (prima del 769 - dopo il 773)
- Sebastiano ? † (menzionato nell'826)[7]
- Calvo † (epoca incerta, prima dell'858)[8]
- Orso † (menzionato nell'853)
- Leone † (menzionato nell'861)
- Pietro † (menzionato nell'877)
- Uberto † (menzionato nel 945)
- Giovanni II † (prima del 953 - dopo novembre 963)
- Benedetto I † (menzionato nel 964)
- Amizzone (o Aurizo) † (prima del 971 - dopo il 992)[9]
- Gualtiero? † (menzionato nel 993)[10]
- Bosone † (prima del 1014 ?[11] - dopo il 10 marzo 1029 deceduto)[12]
- Benedetto II † (prima del 12 giugno 1029 - circa 1030 deceduto)
- Giovanni III † (prima di agosto 1030 - dopo il 1059)
- Adamo † (menzionato nel 1071 circa)
- Pietro II † (menzionato il 25 marzo 1110)
- Manfredo † (prima del 18 ottobre 1110 - dopo il 1119)
- Guido † (prima del 1125 - dopo il 1139)
- Ottone † (prima del 1148 - dopo il 1157)[13]
- Milone † (prima del 1179 - dopo il 1187)[14]
- Giacomo Antonio Colonna † (1210 - dopo maggio 1219)[15]
- Claro † (1219 - ?)
- Todino † (prima del 1248 - prima del 18 gennaio 1252 deceduto)
- Berardo † (prima del 21 agosto 1252[16] - dopo luglio 1256)
- Gottifredo † (?[17] - 23 agosto 1265 nominato vescovo di Rieti)
- Giacomo da Fossanova † (5 dicembre 1265 - dopo 29 novembre 1280[18] deceduto)
- Sabarizio † (10 marzo 1282 - 1318 deceduto)
- Giacomo II, O.F.M. † (2 ottobre 1318 - circa 1320 deceduto)
- Giovanni IV, O.F.M. † (5 maggio 1320 - 1337 deceduto)
  - Branca, O.P. † (1337 - 1337 deceduto) (vescovo eletto)
- Giovanni V, O.P. † (1º ottobre 1337 - agosto 1342 deceduto)
- Nicolò I † (23 dicembre 1342 - 1349 ? dimesso)
- Daniele, O.E.S.A. † (5 ottobre[19] 1349 - 1367 deceduto)
- Filippo Gezza de Rufinis, O.P. † (8 novembre 1367 - 1380 dimesso)[20]
- Pietro Cenci † (1380 - dopo il 10 marzo 1388 deceduto)[21]
  - Nicola di Tagliacozzo † (1º maggio 1384 - ?) (antivescovo)
- Pietro Staglia † (prima del 15 dicembre 1389[22] - 1398 deceduto)
- Domenico de Valerinis † (24 settembre 1398 - 23 dicembre 1417 deceduto)
- Sante da Cave † (14 febbraio 1418 - 5 maggio 1427 deceduto)
- Nicolò de Cesari † (7 maggio 1427 - 1450 deceduto)
- Lorenzo, O.F.M. † (27 luglio 1450 - circa 1471 deceduto)
- Angelo Lupi † (4 settembre 1471 - 1485 deceduto)
- Antonio de Grassi † (2 marzo 1485 - 5 aprile 1491 deceduto)
- Evangelista Maristelli † (29 aprile 1491 - settembre 1499 deceduto)
- Angelo Leonini † (2 ottobre 1499 - 3 agosto 1509 nominato arcivescovo di Sassari)
- Camillo Leonini † (3 agosto 1509 - 27 giugno 1513 dimesso)
- Francesco Soderini † (27 giugno 1513 - 18 luglio 1516 nominato vescovo di Palestrina)
- Camillo Leonini † (18 luglio 1516 - 1527 deceduto) (per la seconda volta)
- Marcantonio Croce † (27 gennaio 1528 - 1554 dimesso)
- Giovanni Andrea Croce † (26 gennaio 1554 - 4 febbraio 1595 deceduto)
- Domenico Toschi † (10 maggio 1595 - 31 luglio 1606 dimesso)
- Giovanni Battista Toschi † (31 luglio 1606 - 29 marzo 1621 nominato vescovo di Rieti)
- Bartolomeo Cesi † (5 maggio 1621 - 18 ottobre 1621 deceduto)
- Marco Antonio Gozzadini † (25 ottobre 1621 - 7 giugno 1623 nominato vescovo di Faenza)
- Mario Orsini † (15 aprile 1624 - marzo 1634 deceduto)
- Giulio Roma † (21 agosto 1634 - 16 settembre 1652 deceduto)
- Marcello Santacroce † (14 ottobre 1652 - 19 dicembre 1674 deceduto)
- Federico Sforza † (28 gennaio 1675 - 24 maggio 1676 deceduto)
- Mario Alberizzi † (22 giugno 1676 - 4 settembre 1679 dimesso)
- Galeazzo Marescotti † (4 settembre 1679 - 21 novembre 1685 dimesso)
- Antonio Fonseca † (11 gennaio 1690 - febbraio 1728 deceduto)
- Placido Pezzancheri, O. Cist. † (12 aprile 1728 - 8 dicembre 1757 deceduto)
- Francesco Castellini † (13 marzo 1758 - 19 dicembre 1763 nominato vescovo di Rimini)
- Tommaso Galli † (9 luglio 1764 - 27 aprile 1765 deceduto)
- Giulio Matteo Natali † (5 giugno 1765 - 28 agosto 1782 deceduto)
- Barnaba (Gregorio) Chiaramonti, O.S.B. † (16 dicembre 1782 - 14 febbraio 1785 nominato vescovo di Imola, poi eletto papa con il nome di Pio VII)
- Vincenzo Manni † (14 febbraio 1785 - 15 aprile 1815 deceduto)
- Giovanni Battista a Santa Margarita Pietro Alessandro Banfi, O.C.D. † (22 luglio 1816 - 12 novembre 1817 deceduto)
- Giuseppe Crispino Mazzotti † (16 marzo 1818 - 21 febbraio 1820 nominato vescovo di Cervia)
- Francesco Canali † (28 agosto 1820 - 24 aprile 1827 dimesso[23])
- Francesco Pichi † (21 maggio 1827 - 12 dicembre 1840 dimesso[24])
- Carlo Gigli † (14 dicembre 1840 - 13 dicembre 1880 dimesso[25])
- Placido Petacci † (13 dicembre 1880 - 5 marzo 1885 dimesso[26])
- Celestino del Frate † (27 marzo 1885 - 21 maggio 1894 nominato arcivescovo di Camerino)
- Guglielmo Maria D'Ambrogi, O.E.S.A. † (18 marzo 1895 - novembre 1895 dimesso)
- Pietro Monti † (29 novembre 1895 - 30 dicembre 1902 dimesso[27])
- Prospero Scaccia † (22 giugno 1903 - 5 giugno 1909 nominato arcivescovo di Siena)
- Gabriele Vettori † (15 aprile 1910 - 6 dicembre 1915 nominato vescovo di Pistoia e Prato)
- Luigi Scarano † (22 marzo 1917 - 25 dicembre 1931 deceduto)
- Domenico Della Vedova † (4 febbraio 1933 - 12 aprile 1950 dimesso[28])
- Luigi Faveri † (13 maggio 1950 - 27 dicembre 1967 deceduto)
  - Sede vacante (1968-1974)
- Guglielmo Giaquinta † (18 marzo 1974 - 25 giugno 1987 dimesso)
- Lino Esterino Garavaglia, O.F.M.Cap. † (25 giugno 1987 succeduto - 25 marzo 1991 nominato vescovo di Cesena-Sarsina)
- Pietro Garlato † (30 dicembre 1991 - 5 luglio 2003 ritirato)
- Giovanni Paolo Benotto (5 luglio 2003 - 2 febbraio 2008 nominato arcivescovo di Pisa)
- Mauro Parmeggiani, dal 3 luglio 2008

## Statistiche
La diocesi nel 2022 su una popolazione di 200.468 persone contava 184.210 battezzati, corrispondenti al 91,9% del totale.
| anno | popolazione | popolazione | popolazione | presbiteri | presbiteri | presbiteri | presbiteri                | diaconi | religiosi | religiosi | parrocchie |
| anno | battezzati  | totale      | %           | numero     | secolari   | regolari   | battezzati per presbitero | diaconi | uomini    | donne     | parrocchie |
| ---- | ----------- | ----------- | ----------- | ---------- | ---------- | ---------- | ------------------------- | ------- | --------- | --------- | ---------- |
| 1950 | 64.800      | 65.000      | 99,7        | 90         | 65         | 25         | 720                       |         | 25        | 60        | 45         |
| 1970 | 126.000     | 127.000     | 99,2        | 107        | 70         | 37         | 1.177                     |         | 43        | 254       | 55         |
| 1980 | 145.000     | 149.200     | 97,2        | 130        | 75         | 55         | 1.115                     | 1       | 114       | 260       | 56         |
| 1990 | 194.000     | 197.000     | 98,5        | 106        | 72         | 34         | 1.830                     | 2       | 48        | 250       | 62         |
| 1999 | 220.000     | 230.000     | 95,7        | 99         | 65         | 34         | 2.222                     | 1       | 44        | 160       | 62         |
| 2000 | 220.000     | 230.000     | 95,7        | 100        | 66         | 34         | 2.200                     | 1       | 44        | 160       | 62         |
| 2001 | 200.000     | 220.000     | 90,9        | 72         | 52         | 20         | 2.777                     | 2       | 25        | 140       | 62         |
| 2002 | 219.355     | 239.786     | 91,5        | 121        | 86         | 35         | 1.812                     | 2       | 80        | 180       | 85         |
| 2003 | 219.355     | 239.786     | 91,5        | 144        | 99         | 45         | 1.523                     | 2       | 49        | 180       | 84         |
| 2004 | 166.967     | 176.913     | 94,4        | 134        | 94         | 40         | 1.246                     | 2       | 51        | 248       | 84         |
| 2010 | 177.000     | 184.400     | 96,0        | 119        | 89         | 30         | 1.487                     | 4       | 33        | 182       | 82         |
| 2014 | 178.400     | 185.900     | 96,0        | 122        | 90         | 32         | 1.462                     | 10      | 34        | 174       | 84         |
| 2017 | 178.900     | 186.800     | 95,8        | 129        | 90         | 39         | 1.386                     | 13      | 46        | 124       | 84         |
| 2020 | 186.445     | 202.900     | 91,9        | 126        | 84         | 42         | 1.479                     | 13      | 45        | 120       | 84         |
| 2022 | 184.210     | 200.468     | 91,9        | 127        | 85         | 42         | 1.450                     | 17      | 45        | 98        | 84         |